# Phomopsis sclerotioides
Phomopsis sclerotioides är en svampart som beskrevs av Kesteren 1967. Phomopsis sclerotioides ingår i släktet Phomopsis och familjen Diaporthaceae.   Inga underarter finns listade i Catalogue of Life.